# Anaklinoceras
Anaklinoceras – rodzaj głowonogów z podgromady amonitów, z rzędu Ammonitida, z rodziny Nostoceratidae.
Żył w okresie kredy (kampan). Jego skamieniałości są znajdowane w zachodniej części Ameryki Północnej.